# San Donnino (Bologna)
San Donnino (San Dunén in dialetto bolognese) è una zona e area statistica di Bologna, amministrativamente collocata nel quartiere San Donato-San Vitale e demarcata a est dalla Tangenziale di Bologna, a ovest dalla cintura ferroviaria di Bologna, a nord dalle aree agricole comprese tra via San Donato e viale Europa, a sud dal raccordo ferroviario sud del circuito ferroviario di prova di Bologna San Donato con la linea di cintura.

## Storia

### Medioevo ed età moderna
La località era già abitata in epoca romana, come attestano alcuni ritrovamenti archeologici; le prime testimonianze tuttavia risalgono al basso medioevo. Il comune Sancti Donini risultava sottoposto al comune di Bologna già nel 1223; per le sue ridotte dimensioni, nel 1297 venne aggregato a quello di Villola, ma nel 1396-97 fu inserito nella guardia civitatis (la fascia suburbana cittadina) come comunità autonoma. Si verificò infatti una crescita della popolazione, passando dai 21 fumanti del 1249 ai 119 individui registrati nel 1408.
Nel corso dell'età moderna San Donnino era un comune autonomo, fino a quando nell'Ottocento venne aggregato a Bologna. A partire dal 1623 la sua chiesa divenne dipendente da quella di Sant'Egidio. La sua popolazione passò dalle 413 anime registrate nel 1587 alle 645 del 1860.

### Età contemporanea
Il 23 novembre 1868 fu teatro di uno scontro tra civili e forze dell'ordine: gli agenti del Dazio di consumo, recatisi sul posto assieme ad alcuni carabinieri e delegati di pubblica sicurezza per riscuotere il dazio per la macellazione abusiva degli animali, furono fronteggiati dai contadini. Nonostante l'arrivo di una compagnia di 180 carabinieri, i rivoltosi non accennarono a recedere; i militari aprirono il fuoco, uccidendo due contadini e ferendone altri nove.
Nel 1953 fu posata la prima pietra del Villaggio per Case Minime, o Villaggio per Giovani Sposi; il comparto edilizio, su progetto dell'ingegner Giuseppe Coccolini, fu voluto dalla Chiesa di Bologna, in particolar modo dall'Arcivescovo Giacomo Lercaro. I primi appartamenti furono consegnati già nel 1954.

## Monumenti e luoghi d'interesse
Casalone

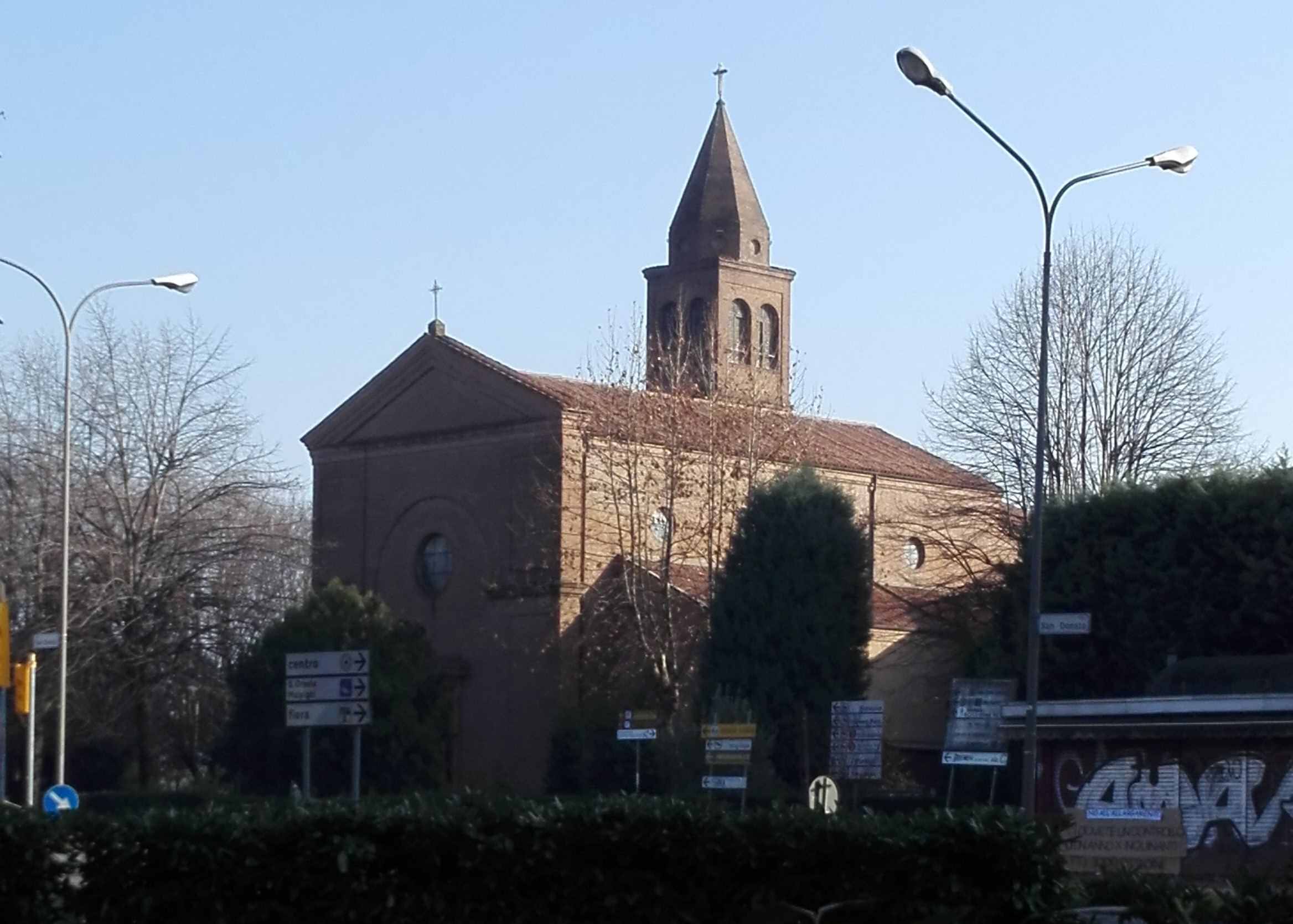
la Chiesa di San Donnino che dà il nome al quartiere

Edificio rurale quattrocentesco che nel '700 appartenne al Monte di pietà; rappresenta uno dei poli centrali del quartiere, assieme alla chiesa parrocchiale. Esso infatti è sede di un asilo comunale, di un circolo ricreativo e di un locale musicale.
Chiesa di San Donnino
Chiesa parrocchiale testimoniata sin dal XII secolo.
Parco San Donnino
Area verde aperta nel 2013 in seguito ad un processo di progettazione partecipativa con gli abitanti del quartiere.
Unità IACP San Donnino
Complesso IACP progettato dagli architetti Giorgio Trebbi e Francesco Santini. Caratterizzato da unità residenziali popolari di grandi dimensioni, la disposizione degli edifici abitativi definisce in maniera netta il perimetro e crea ampi spazi adibiti a servizi scolastici e verde pubblico, prefigurando gli schemi tipici dei comparti PEEP.
Villaggio "Giovani Sposi"
Insediamento residenziale voluto dal cardinale e arcivescovo di Bologna Giacomo Lercaro e realizzato tra il 1953 e il 1954. Il complesso è formato da 41 edifici a schiera di uno o due piani, per un totale di 74 appartamenti; l'intenzione era di destinarli alle giovani coppie sposate ad un prezzo agevolato.

## Trasporti
L'area di San Donnino è servita dalle linee urbane di autobus del trasporto pubblico TPER che insistono sulla via San Donato.
È previsto che San Donnino sia servita dalla linea 1 della rete tranviaria di Bologna, che al 2022 è in fase di progettazione esecutiva.